# 1443
1443 (MCDXLIII) fue un año común comenzado en martes del calendario juliano.

## Acontecimientos
- Conquista del Reino de Nápoles por la Corona de Aragón.
- Juan Hunyadi y Vlad II son derrotados por los turcos en Varna.

## Nacimientos
- 23 de febrero - Matias Corvino rey de Hungría y Croacia.
- 31 de julio - Alberto III Duque de Sajonia-Meissen